# Bhadaura
Bhadaura fou un estat tributari protegit de l'agència de l'Índia Central, sota el resident polític a Gwalior (subagència de Guna o Goona). Tenia una població el 1901 de 2.275 habitants (3365 habitants el 1881) i una superfície de 130 km² amb 16 pobles. Encara que la nisssaga que governà el principat va tenir les seves possessions familiars a Bhadaura des de vers 1720 quan Jagat Singh Sesòdia, fill d'Himmat Singh d'Umri, no van rebre el títol fins al 1820 junt amb la concessió de 5 pobles feta per Dawlat Rao Sindhia, amb la mediació del resident britànic; l'afavorit, Man Singh, s'havia compromès amb els britànics a posar fi a les depredacions de la banda de bandits del giràsia Sohan Singh.
El sobirà era descendent dels sesòdia rajputs d'Udaipur o Mewar i portava el títol de raja i thakur. El 1881 governava el menor Madho Singh sota una regència dirigida pel kamdar o ministre sota supervisió del subagent britànic a Guna fins a la majoria. El 1901 va pujar al tron Ranjit Singh, que igualment era menor d'edat i es va establir una regència dirigida per un ministre o kamdar sota supervisió del resident britànic. Pels cinc pobles concedits per Gwalior, Bhadaura pagava un tribut a aquest estat de 230 lliures.
La capital era Bhadaura a 24° 48′ N, 77° 24′ E / 24.800°N,77.400°E a 18 km al nor de Guna, que tenia 647 habitants el 1901.